# Classe Parola
La classe Parola  est une série de dix patrouilleurs construite par le chantier naval Japan Marine United de Yokohama au Japon pour la Garde côtière philippine (PCG). Les navires sont une version dérivée des navires de patrouille de classe Bizan des Garde-côtes du Japon. Les navires sont officiellement classés comme navires d'intervention multirôles (MRRV).

## Historique
Les navires sont basés sur le projet Maritime Safety Capability Improvement Project for the Philippine Coast Guard de la garde côtière philippine et du Département des transports et communication (DOTC). D'un cout total de 8,8 milliards de PHP (environ 185 millions de $), ils ont été financés par l'Agence japonaise de coopération internationale (JICA) à hauteur de 7,4 milliards de PHP. La pose de la quille du premier bateau a lieu le 6 février 2016.
Les MRRV sont utilisés aux fins suivantes :
- Navires de sauvetage principaux dans les zones de responsabilité (AOR) des districts de la PCG lorsque l'étendue de la catastrophe dépasse la capacité des ressources flottantes déployées dans la zone
- Assistance dans la lutte contre la pollution par les hydrocarbures et la protection du milieu marin
- Application des lois maritimes, notamment en ce qui concerne la pêche illégale et la patrouille maritime
- Être une plate-forme pour une réponse rapide lors des opérations de secours dans la région
- Transport de personnel et soutien logistique.

Les navires ont été conçus avec une passerelle de navigation à l'épreuve des balles et sont équipés de détecteurs d'incendie, d'une capacité de vision nocturne, d'un bateau semi-rigide et d'appareils de radiogoniométrie. Les navires sont équipés d'équipements de communication et de surveillance radio leur conférant des capacités de reconnaissance, de poursuite et de communication.

## Unités
Les navires portent les noms des principaux phares des Philippines, le mot tagalog Parola signifiant « phare » en français. Le navire de tête, le BRP Tubbataha, tire son nom d'un phare majeur situé dans le parc national marin du Récif de Tubbataha, dans la Province de Palawan.
| Nom                  | Numéro de coque | Photo | Lancement      | Mise en service  |
| -------------------- | --------------- | ----- | -------------- | ---------------- |
| BRP Tubbataha        | MRRV-4401       |       | 12 mai 2016    | 12 octobre 2016  |
| BRP Malabrigo        | MRRV-4402       |       | 4 octobre 2016 | 22 décembre 2016 |
| BRP Malapascua       | MRRV-4403       |       | Janvier 2017   | 7 mars 2017      |
| BRP Capones          | MRRV-4404       |       | Mars 2017      | 20 novembre 2017 |
| BRP Suluan           | MRRV-4406       |       | Juin 2017      | 20 novembre 2017 |
| BRP Sindangan        | MRRV-4407       |       | Août 2017      | 20 novembre 2017 |
| BRP Cape San Agustin | MRRV-4408       |       | Septembre 2017 | 28 mars 2018     |
| BRP Cabra            | MRRV-4409       |       | Janvier 2018   | 28 mars 2018     |
| BRP Bagacay          | MRRV-4410       |       | Mai 2018       | 23 août 2018     |
| BRP Cape Engaño      | MRRV-4411       |       | Juillet 2018   | 23 août 2018     |